# Мушковци
Мушковци су насељено мјесто у Буковици, у сјеверној Далмацији. Припадају граду Обровцу, у Задарској жупанији, Република Хрватска.

## Географија
Налазе се око 5 км сјевероисточно од Обровца.

## Историја
Мушковци су се од распада Југославије до августа 1995. године налазили у Републици Српској Крајини.

## Становништво
Према попису становништва из 2001. године, Мушковци су имали 47 становника. Мушковци су према попису становништва из 2011. године имали 100 становника.
| Националност       | 1991. | 1981. | 1971. | 1961. |
| Срби               | 537   | 503   | 543   | 509   |
| Југословени        | 2     | 76    | 6     | 9     |
| Хрвати             | 3     |       |       | 1     |
| остали и непознато | 1     | 9     |       |       |
| Укупно             | 543   | 588   | 549   | 519   |

| Демографија | Демографија | Демографија |
| Година      | Становника  | Становника  |
| ----------- | ----------- | ----------- |
| 1961.       | 519         |             |
| 1971.       | 549         |             |
| 1981.       | 588         |             |
| 1991.       | 543         |             |
| 2001.       | 47          |             |
| 2011.       |             | 100         |

## Попис 1991.
На попису становништва 1991. године, насељено место Мушковци је имало 543 становника, следећег националног састава:
| Попис 1991.‍ | Попис 1991.‍ | Попис 1991.‍ | Попис 1991.‍ | Попис 1991.‍ |
| ----------- | ----------- | ----------- | ----------- | ----------- |
|             |             |             |             |             |
| Срби        | Срби        |             | 537         | 98,89%      |
| Хрвати      | Хрвати      |             | 3           | 0,55%       |
| Југословени | Југословени |             | 2           | 0,36%       |
| Грци        | Грци        |             | 1           | 0,18%       |
| укупно: 543 |             |             |             |             |

## Презимена
- Баљак — Православци, славе Лазареву суботу
- Буљевић — Православци, славе Светог Николу
- Вечерина — Православци, славе Светог Стефана Дечанског
- Вукадиновић — Православци, славе Светог Николу
- Миланко — Православци, славе Светог Николу
- Огар — Православци, славе Светог Јована
- Паравиња — Православци, славе Светог Николу
- Пеурача — Православци, славе Светог Јована
- Секулић — Православци, славе Светог Николу
- Симић — Православци, славе Светог Николу
- Стопа — Православци, славе Светог Николу
- Чавлин — Православци, славе Светог Николу